# Jürgen Croy
Jürgen Croy (Zwickau, 1946. október 10. –) olimpiai bajnok német labdarúgókapus, edző.
Az NDK válogatott tagjaként részt vett az 1972. és az 1976. évi nyári olimpiai játékokon, illetve az 1974-es világbajnokságon.

## Sikerei, díjai
Sachsenring Zwickau
- Keletnémet kupa (2): 1966-67, 1974-75

NDK
- Olimpiai bajnok (1): 1976
- Olimpiai bronzérmes (1): 1972